# (1616) Filipoff
(1616) Filipoff es un asteroide que forma parte del cinturón de asteroides y fue descubierto por Louis Boyer desde el observatorio de Argel-Bouzaréah, Argelia, el 15 de marzo de 1950.

## Designación y nombre
Filipoff fue designado al principio como 1950 EA.
Más adelante se nombró en honor del astrónomo francés Lionel Filipoff (1893-1940).

## Características orbitales
Filipoff está situado a una distancia media de 2,909 ua del Sol, pudiendo acercarse hasta 2,849 ua. Su excentricidad es 0,02063 y la inclinación orbital 8,483°. Emplea en completar una órbita alrededor del Sol 1813 días.